# The Prisoner (série de TV)
The Prisoner é uma série de televisão britânica criada por Patrick McGoohan, com possíveis contribuições de George Markstein. McGoohan interpreta o Número Seis, um agente da inteligência britânica que é sequestrado e aprisionado em um misterioso vilarejo costeiro após renunciar ao seu cargo. As tramas alegóricas da série contêm elementos de ficção científica, thriller psicológico e Spy-Fi. Foi produzida pela Everyman Films para distribuição pela ITC Entertainment de Lew Grade.
Uma única temporada de 17 episódios foi filmada entre setembro de 1966 e janeiro de 1968, com as filmagens externas ocorrendo principalmente no vilarejo à beira-mar de Portmeirion, no País de Gales. As cenas internas foram filmadas no MGM-British Studios em Borehamwood, Hertfordshire. A série foi transmitida pela primeira vez no Canadá a partir de 5 de setembro de 1967, no Reino Unido em 29 de setembro de 1967 e nos EUA em 1.º de junho de 1968. Embora o programa tenha sido vendido como um thriller nos moldes de Danger Man, a série anterior de McGoohan, seu cenário surreal e kafkiano e a reflexão das preocupações da contracultura da década de 1960 tiveram uma influência de longo alcance na cultura popular e cultivaram um culto de seguidores.

## Premissa

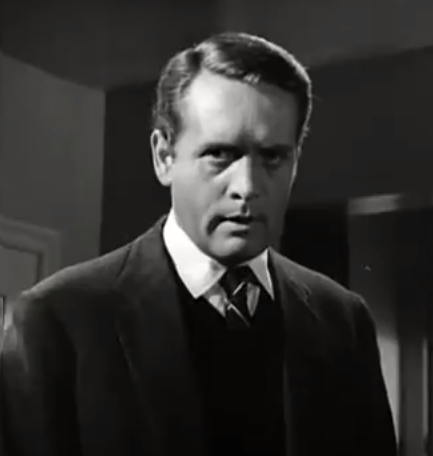
Patrick McGoohan no trailer de Life for Ruth (1962)

A série acompanha Número Seis (Patrick McGoohan), um agente sem nome da inteligência britânica que, depois de se demitir abrupta e furiosamente de seu emprego altamente sensível no governo, se prepara para fazer uma viagem. Enquanto arrumava sua bagagem, ele fica inconsciente por causa de um gás incapacitante que é canalizado em sua casa em Westminster.
Ao acordar, ele se vê em uma recriação do interior de sua casa, localizada em um misterioso assentamento costeiro conhecido por seus residentes como "A Vila". A Vila é cercada por montanhas em três lados e pelo mar no outro.
O homem se familiariza com os residentes, centenas de pessoas de todas as classes sociais e culturas, todos parecendo estar vivendo suas vidas de forma pacífica e, em sua maioria, agradável. Eles não usam nomes, mas receberam números que, além de designações como Dois, Três e Seis, não dão nenhuma pista sobre seu status dentro da Vila, sendo a maioria prisioneiros, mas alguns são guardas. Os prisioneiros, portanto, não têm ideia em quem podem ou não confiar. O protagonista é designado como Número Seis, mas ele se recusa a aceitar a designação: "Eu não sou um número! Sou um homem livre!"

No primeiro episódio da série, Número Seis diz:
Não farei nenhum acordo com você. Eu me demiti. Não serei pressionado, arquivado, carimbado, indexado, informado por escrito ou numerado! Minha vida é minha.

— Número Seis no primeiro episódio "Arrival"
Embora os residentes possam circular livremente pela Vila, eles estão constantemente sob a vigilância de vários sistemas de monitoramento de alta tecnologia e não podem sair. As forças de segurança, incluindo um autômato em forma de balão chamado Rover, recapturam ou matam aqueles que tentam escapar.
Número Seis é um alvo particularmente importante do constantemente mutável Número Dois, o administrador da Vila, que atua como agente do invisível Número Um. O Número Dois usa técnicas como drogas alucinógenas, roubo de identidade, lavagem cerebral, manipulação de sonhos e formas de doutrinação social e coerção física na tentativa de fazer com que o Número Seis revele por que se demitiu do cargo. O cargo de Número Dois é atribuído a uma pessoa diferente em cada episódio, com duas aparições repetidas. Supõe-se que isso seja parte de um plano maior para desorientar o Número Seis, mas às vezes a mudança de pessoal parece ser o resultado do fracasso do ocupante anterior, cujo destino é desconhecido.
Número Seis, desconfiado de todos na Vila, recusa-se a cooperar ou a fornecer as respostas que eles procuram. Ele luta, geralmente sozinho, com vários objetivos, como determinar de que lado da Cortina de Ferro a Vila funciona, se for o caso, permanecer desafiando a autoridade imposta, inventar seus próprios planos de fuga, aprender tudo o que puder sobre a Vila e subverter seu funcionamento. Seus esquemas levaram à demissão do Número Dois em várias ocasiões. No entanto, apesar de frustrar o sistema, o Número Seis nunca consegue escapar com sucesso. No final da temporada, a administração, desesperada pelo conhecimento de Número Seis e temerosa de sua crescente influência na Vila, toma medidas drásticas que ameaçam a vida de Número Seis, Número Dois e de todo a Vila.
Um dos principais temas da série é o conflito entre o individualismo, representado pelo Número Seis, e o coletivismo, representado pela Vila. De acordo com McGoohan, o objetivo da série era demonstrar um equilíbrio entre as duas ideologias.

## Elenco

### Elenco principal
- Patrick McGoohan como Número Seis

### Elenco secundário
- Angelo Muscat como O Mordomo

- Peter Swanwick como O Supervisor

- Denis Shaw como O Lojista

- Fenella Fielding como A Locutora/Operadora de telefone (somente voz)

### Número Dois
Os episódios apresentavam atores convidados para o papel de Número Dois.
- George Baker

- David Bauer

- Patrick Cargill

- Georgina Cookson

- Guy Doleman

- Clifford Evans

- Colin Gordon (dois episódios)

- Kenneth Griffith

- Rachel Herbert

- Leo McKern (três episódios)[12]

- Mary Morris[12]

- Derren Nesbitt

- Eric Portman

- Robert Rietti (voz)

- Anton Rodgers

- John Sharp

- André van Gyseghem

- Peter Wyngarde[12]

### Atores convidados
- Annette Andre

- Sheila Allen

- Nike Arrighi

- Michael Balfour

- Kenneth Benda

- Christopher Benjamin

- Michael Billington

- Michael Bilton

- Peter Bowles

- Angela Browne

- James Bree

- Michael Brennan

- Earl Cameron

- Annette Carrell

- John Castle

- Dennis Chinnery

- Michael Chow

- George Coulouris

- Rosalie Crutchley

- Finlay Currie

- Hilary Dwyer

- Paul Eddington

- Mark Eden

- Max Faulkner

- Ian Fleming

- Valerie French

- Nadia Gray

- Lucy Griffiths

- John Hamblin

- Basil Hoskins

- Peter Howell

- Patricia Jessel

- Alf Joint

- Alexis Kanner

- Katherine Kath

- Gertan Klauber

- Lloyd Lamble

- Jon Laurimore

- George Leech

- Charles Lloyd-Pack

- Justine Lord

- Duncan Macrae

- Victor Maddern

- Virginia Maskell

- John Maxim

- Betty McDowall

- Jane Merrow

- Martin Miller

- Norman Mitchell

- Aubrey Morris

- Bartlett Mullins

- David Nettheim

- Michael Nightingale

- Frederick Piper

- George Pravda

- Keith Pyott

- Ronald Radd

- Hugo Schuster

- Donald Sinden

- Patsy Smart

- Nigel Stock

- Kevin Stoney

- Larry Taylor

- Wanda Ventham

- Zena Walker

- Norma West

- Alan White

Patrick McGoohan foi o único ator creditado durante a sequência de abertura, sendo Angelo Muscat o único ator considerado coestrela da série. Vários atores, entre eles Alexis Kanner, Christopher Benjamin e Georgina Cookson, apareceram em mais de um episódio, interpretando personagens diferentes. Frank Maher, o dublê de McGoohan, visto no início de quase todos os episódios, correndo pela praia, também aparece com frequência nos episódios "The Schizoid Man" e em "Living in Harmony".

## Episódios

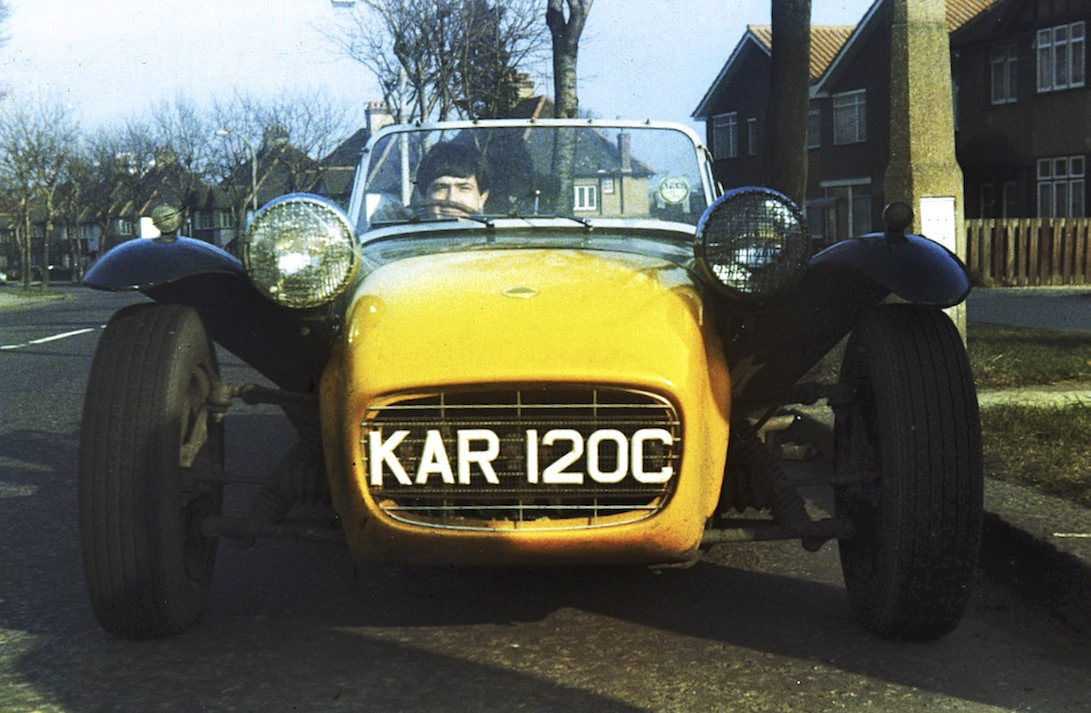
O Lotus Seven Series II da sequência de abertura

The Prisoner consiste em 17 episódios, que foram transmitidos pela primeira vez de 29 de setembro de 1967 a 1.º de fevereiro de 1968 no Reino Unido. Embora o programa tenha sido apresentado como uma série, com início e fim claros, a ordem dos episódios intermediários não é clara, pois a produção e a ordem de transmissão original eram diferentes. Várias tentativas foram feitas para criar uma ordem de episódios com base em anotações de roteiros e produção e interpretações da narrativa mais ampla do tempo que Número Seis passou na Vila.

### Sequências de abertura e encerramento
As sequências de abertura e encerramento de The Prisoner se tornaram icônicas, citadas como "um dos grandes cenários do drama de gênero", estabelecendo os temas orwellianos e pós-modernos da série. Os altos valores de produção da sequência de abertura foram descritos como mais parecidos com os de um longa-metragem do que com os de um programa de televisão.

## Produção

### Desenvolvimento
O programa foi criado enquanto Patrick McGoohan e George Markstein trabalhavam em Danger Man (conhecido como Secret Agent nos EUA), um programa de espionagem produzido pela Incorporated Television Company (também chamada de ITC Entertainment). Os detalhes exatos de quem criou quais aspectos do programa são controversos, pois não há crédito "criado por". A opinião da maioria credita McGoohan como o único criador da série, mas o status de cocriador foi posteriormente atribuído a Markstein após a publicação de uma série de entrevistas com fãs na década de 1980.
Algumas fontes indicam que McGoohan foi o único ou o principal criador do programa. McGoohan declarou em uma entrevista de 1977 que, durante as filmagens da terceira temporada de Danger Man, ele disse ao diretor-gerente da ITC Entertainment, Lew Grade, que queria parar de trabalhar em Danger Man após as filmagens da quarta temporada proposta. Grade ficou insatisfeito com a decisão, mas quando McGoohan insistiu em desistir, Grade perguntou se McGoohan tinha outros possíveis projetos e McGoohan mais tarde apresentou The Prisoner. Em um artigo de 1988 da revista britânica Time Screen, no entanto, McGoohan indicou que havia planejado apresentar The Prisoner antes mesmo de falar com Grade. Em ambos os relatos, McGoohan apresentou a ideia oralmente, em vez de pedir a Grade que lesse a proposta em detalhes, e os dois fizeram um acordo verbal para que o programa fosse produzido pela Everyman Films, a produtora formada por McGoohan e David Tomblin. No relato de 1977, McGoohan disse que Grade aprovou o programa apesar de não entendê-lo, ao passo que, no relato de 1988, Grade expressou apoio claro ao conceito.
Outras fontes, no entanto, atribuem a Markstein, então editor de roteiros de Danger Man, uma parte significativa ou até mesmo primária do desenvolvimento do programa. Por exemplo, Dave Rogers, no livro The Prisoner and Danger Man, disse que Markstein alegou ter criado o conceito primeiro e McGoohan tentou mais tarde receber o crédito por ele, embora o próprio Rogers duvidasse que McGoohan quisesse ou precisasse fazer isso. Um documento de quatro páginas, geralmente aceito como tendo sido escrito por Markstein, que apresenta uma visão geral dos temas da série, foi publicado como parte de um livro de imprensa da ITC/ATV em 1967. Em geral, aceita-se que esse texto tenha se originado anteriormente como um guia para os roteiristas da série. Mais dúvidas foram lançadas sobre a versão de Markstein dos eventos pelo autor Rupert Booth em sua biografia de McGoohan, intitulada Not a Number. Booth aponta que McGoohan havia delineado os temas de The Prisoner em uma entrevista de 1965, muito antes do cargo de Markstein como editor de roteiros na breve quarta temporada de Danger Man.
De qualquer forma, parte da inspiração de Markstein veio de sua pesquisa sobre a Segunda Guerra Mundial, onde ele descobriu que algumas pessoas haviam sido encarceradas em uma prisão semelhante a um resort chamada Inverlair Lodge, perto de Inverness, na Escócia. Markstein sugeriu que o personagem principal de Danger Man, John Drake (interpretado por McGoohan), poderia se demitir repentinamente e ser sequestrado e enviado para este local. McGoohan acrescentou a sugestão de Markstein ao material em que estava trabalhando, que mais tarde se tornou The Prisoner. Além disso, um episódio de 1960 de Danger Man, intitulado "View from the Villa", teve cenas filmadas em Portmeirion, um vilarejo turístico galês que pareceu a McGoohan uma boa locação para projetos futuros.
De acordo com "Fantasy or Reality", um capítulo de The Prisoner of Portmeirion, a Vila é baseada, em parte, em "um lugar estranho na Escócia" operada pelo Inter Services Research Bureau, no qual "pessoas" com "conhecimento valioso" eram mantidas prisioneiras em "férias" prolongadas em um "campo de prisioneiros de luxo". O editor da história de The Prisoner, George Markstein, afirma essa fonte, sabe da "existência desse 'estabelecimento seguro'". Entretanto, esse "campo de prisioneiros escocês, na realidade, não era, é claro, uma vila de férias cheia de pessoas usando roupas coloridas."
Outra inspiração veio de um episódio de Danger Man chamado "Colony Three", no qual Drake se infiltra em uma escola de espionagem na Europa Oriental durante a Guerra Fria. A escola, no meio do nada, é montada para parecer uma cidade inglesa normal, na qual alunos e instrutores se misturam como em qualquer outra cidade normal, mas os instrutores são prisioneiros com pouca esperança de sair. McGoohan também declarou que foi influenciado por sua experiência no teatro, incluindo seu trabalho na peça de Orson Welles Moby Dick-Rehearsed (1955) e em uma peça de televisão da BBC, The Prisoner, de Bridget Boland. McGoohan escreveu um esboço de quarenta páginas, que incluía uma "história da Vila, o tipo de telefone que usavam, o sistema de esgoto, a alimentação, o transporte, os limites do local, uma descrição da Vila, todos os seus aspectos." McGoohan escreveu e dirigiu vários episódios, muitas vezes usando pseudônimos. Especificamente, McGoohan escreveu "Free for All" sob o pseudônimo "Paddy Fitz" (Paddy é o diminutivo irlandês de Patrick e Fitzpatrick é o nome de solteira de sua mãe) e dirigiu os episódios "Many Happy Returns" e "A Change of Mind" usando o nome artístico "Joseph Serf", o sobrenome sendo ironicamente uma palavra que significa um camponês que está sob o controle de um senhor feudal. Usando seu próprio nome, McGoohan escreveu e dirigiu os dois últimos episódios - "Once Upon a Time" e "Fall Out" - e dirigiu "Free for All".
Em uma entrevista de 1966 para o Los Angeles Times, feita pelo repórter Robert Musel, McGoohan declarou: "John Drake, de Secret Agent, não existe mais". Além disso, McGoohan declarou em uma entrevista de 1985 que Número Seis não é o mesmo personagem de John Drake, acrescentando que originalmente queria que outro ator interpretasse o personagem. No entanto, outras fontes indicam que vários membros da equipe de Danger Man que também trabalharam em The Prisoner consideraram que a nova série era uma continuação e que McGoohan continuava a interpretar o personagem de John Drake. O autor Dave Rogers afirma que Markstein queria que o personagem fosse uma continuação de Drake, mas, ao fazer isso, teria que pagar royalties a Ralph Smart, o criador de Danger Man. O segundo romance oficialmente licenciado baseado em The Prisoner, publicado em 1969, refere-se ao Número Seis como "Drake" desde a primeira frase: "Drake acordou." A questão tem sido amplamente debatida por fãs e críticos de televisão.
McGoohan originalmente queria produzir apenas sete episódios de The Prisoner, mas Grade argumentou que eram necessários mais episódios para que ele conseguisse vender a série para a CBS. O número exato que foi acordado e como a série deveria terminar são aspectos contestados por diferentes fontes.
Em um artigo de agosto de 1967, Dorothy Manners relatou que a CBS havia pedido a McGoohan que produzisse 36 episódios, mas ele concordou em produzir apenas 17. De acordo com uma entrevista de 1977, Lew Grade pediu 26 episódios, mas McGoohan achou que isso deixaria a série muito limitada, conseguindo produzir apenas 17. De acordo com The Prisoner: The Official Companion to the Classic TV Series, a série originalmente deveria ter uma duração maior, mas foi cancelada, forçando McGoohan a escrever o episódio final em apenas alguns dias.
The Prisoner teve sua estreia britânica em 29 de setembro de 1967 na ATV Midlands, e o último episódio foi ao ar pela primeira vez em 1.º de fevereiro de 1968 na Scottish Television. A estreia mundial foi na CTV Television Network, no Canadá, em 5 de setembro de 1967.

### Filmagens
As filmagens começaram com a sequência de abertura da série em Londres, em 28 de agosto de 1966, com as filmagens externas começando em 5 de setembro de 1966, principalmente em Portmeirion, no norte do País de Gales. Esse local inspirou parcialmente o programa. A pedido do arquiteto de Portmeirion, Clough Williams-Ellis, a locação principal da série não foi revelada até os créditos de abertura do episódio final, onde foi descrita como "The Hotel Portmeirion, Penrhyndeudraeth, norte do País de Gales". Muitos residentes locais foram recrutados como figurantes. O cenário da Vila foi ainda mais ampliado pelo uso das instalações da MGM-British Studios em Borehamwood.

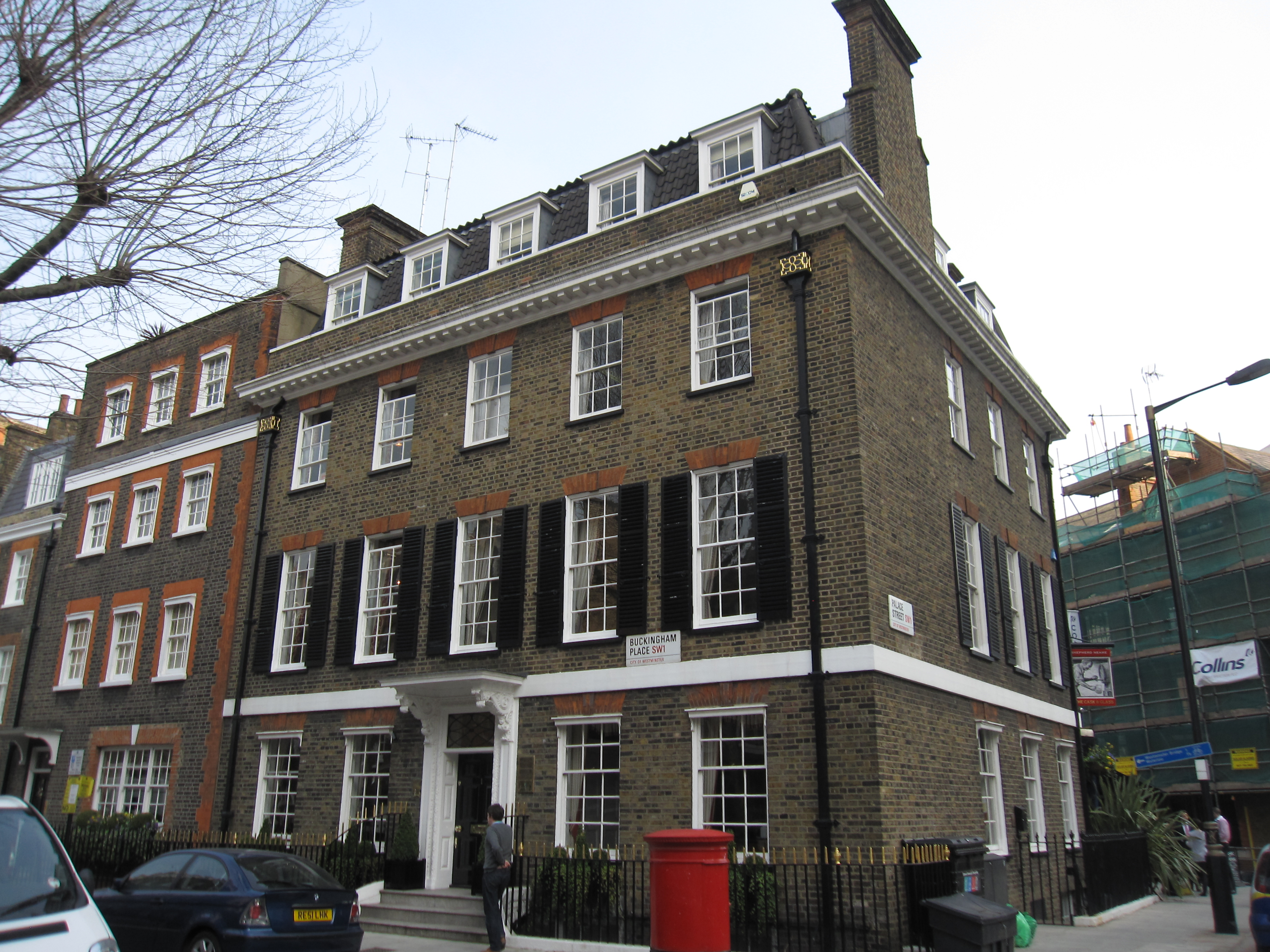
O prédio em 1 Buckingham Place, usado como residência do Número Seis

Além disso, as filmagens de uma sequência importante dos créditos de abertura, e as filmagens externas de três episódios, ocorreram no 1 Buckingham Place, em Westminster, que na época era uma residência particular, apresentada como a casa do Número Seis. O prédio agora é um dos destaques das excursões de The Prisoner e atualmente abriga a sede da Royal Warrant Holders Association. Os episódios "Many Happy Returns", "The Girl Who Was Death" (cuja partida de críquete foi filmada em quatro locações, com as sequências principais filmadas em Eltisley, em Cambridgeshire) e "Fall Out" também utilizaram extensas filmagens em Londres e em outras localidades.
Na época, a maior parte dos programas de televisão britânicos era transmitida em preto e branco, mas, para atingir o público americano, o programa foi filmado em cores.

### Equipe
- George Markstein - Editor de roteiro

- Don Chaffey - Diretor

- David Tomblin - Diretor

- Peter Graham Scott - Diretor

- Brendan J. Stafford - Diretor de fotografia

- Bernard Williams - Gerente de produção

- Eric Mival - Editor de música

- Albert Elms - Diretor musical e compositor

- Frank Maher - Coordenador de lutas e dublês

- Rose Tobias Shaw - Diretora de elenco[35]

### A Vila
De acordo com o escritor James Follett, amigo e protegido de George Markstein, Markstein desenvolveu uma história que explicava a origem da Vila e sua conexão com a demissão do Número Seis.
O conceito de Markstein era que John Drake (de Danger Man) havia proposto uma estratégia para lidar com agentes secretos aposentados que ainda poderiam representar um risco à segurança. Anos depois, Drake descobre que sua proposta foi colocada em prática, não como um meio inofensivo de aposentadoria, mas em um centro de interrogatório e campo de prisioneiros conhecido como A Vila.
Indignado, Drake se demite, sabendo que será levado para A Vila, onde planejou aprender tudo o que puder sobre como sua ideia foi implementada e encontrar uma maneira de destruí-la. Entretanto, devido à variedade de nacionalidades e agentes presentes, Drake percebe que não pode ter certeza em qual Vila está - na sua própria ou em uma pertencente ao outro lado.

Markstein comentou mais tarde:
O prisioneiro deixaria a Vila e viveria aventuras em muitas partes do mundo, mas, no final das contas, ele sempre seria um prisioneiro. Não quero dizer com isso que ele sempre voltaria para a Vila. Ele sempre seria prisioneiro de suas circunstâncias, sua situação, seu segredo, seu passado... e 'eles' sempre estariam lá para garantir que sua prisão permanecesse.

## Recepção
O final de The Prisoner deixou perguntas em aberto, gerando polêmica e cartas de indignação. Após o episódio final, McGoohan "afirmou que precisou se esconder por um tempo".

## Mídias

### Fitas de vídeo
Várias edições de The Prisoner foram lançadas no Reino Unido por empresas como a Carlton, detentora dos direitos autorais da série de TV. Os primeiros lançamentos em VHS e Betamax foram feitos pela Precision Video em 1982, a partir de impressões originais de 16 mm. Eles lançaram quatro fitas, cada uma com dois episódios editados juntos: "The Arrival"/"The Schizoid Man", "Many Happy Returns"/"A. B. and C.", "Checkmate"/"Free For All" e "The General"/"The Chimes of Big Ben", omitindo assim o enredo final. Em 1986, o Channel 5 Video (uma marca agora extinta, de propriedade da Universal Studios) lançou uma série de todos os 17 episódios em VHS e LaserDisc. Em 1993, a PolyGram Filmed Entertainment lançou a série completa e um recurso especial chamado The Best of The Prisoner em cinco fitas cassete VHS.
Na América do Norte, a MPI Home Video lançou um total de 20 fitas de vídeo VHS em 1984, abrangendo toda a série: uma fita para cada um dos 17 episódios e mais três contendo "The Alternate Version of 'The Chimes of Big Ben'", um documentário e uma retrospectiva de melhores momentos. A MPI também lançou edições de nove LaserDiscs em 1988 e 1998, sendo que o último disco incluía o último episódio, "Fall Out", mais "The Prisoner Video Companion" no lado dois.

### DVD
Em 2000, o primeiro lançamento em DVD no Reino Unido foi feito pela Carlton International Entertainment, com a A&E Networks lançando os mesmos DVDs na América do Norte/Região 1 (em conjuntos de quatro episódios, bem como uma edição abrangente de 10 discos em uma "mega-box"). Posteriormente, a A&E relançou a mega-box em uma edição do 40.º aniversário em 2007. A edição da A&E incluiu uma versão alternativa de "The Chimes of Big Ben" e o documentário produzido pela MPI (mas não a retrospectiva redundante de melhores momentos) entre seus recursos adicionais. Na Austrália, a Umbrella Entertainment lançou um conjunto de DVDs em 2003. Em 2005, a DeAgostini, no Reino Unido, lançou todos os 17 episódios em uma série quinzenal.
O box set em DVD The Prisoner: 40th Anniversary Special Edition, lançado em 2007, apresentava versões em definição padrão a partir de matrizes de alta definição. Incluía também um guia de produção da série por Andrew Pixley.

### Blu-ray
The Prisoner: The Complete Series foi lançado em Blu-ray no Reino Unido em 28 de setembro de 2009, seguindo na América do Norte em 27 de outubro de 2009. Os episódios foram restaurados pela A&E Network para criar novas matrizes de alta definição. O box set apresenta todos os 17 episódios remasterizados, além de extensos recursos especiais, incluindo o documentário de longa-metragem Don't Knock Yourself Out, uma edição original restaurada de "Arrival" e várias fotos de arquivo e fotos de produção.
The Prisoner: 50th Anniversary Set foi lançado no Reino Unido em 29 de julho de 2019. Apresentava uma coleção de Blu-ray de seis discos sem nenhum dos materiais extras encontrados no box set de DVD lançado para o 40.º aniversário. A primeira metade do livro de produção de Andrew Pixley agora era ilustrada e apresentada em capa dura, e comentários em texto para cada episódio detalhando a história da produção da série foram incluídos pela primeira vez. Um conjunto de seis CDs com músicas remasterizadas também foi incluído. Alguns extras adicionais foram incluídos, como uma entrevista com a filha de McGoohan, Catherine. O documentário Don't Knock Yourself Out, os PDFs dos roteiros e alguns comentários de episódios não foram incluídos no conjunto.

## Spin-offs

### Livros
No final da década de 1960, a série de TV rapidamente gerou três romances ligados à série. Na década de 1970 e na década de 1980, à medida que a série ganhou status de cult, uma grande quantidade de material produzido por fãs começou a aparecer, com a formação da sociedade oficial de apreciação em 1977. Em 1988, o primeiro guia oficialmente sancionado - The Prisoner Companion - foi lançado. Ele não foi bem recebido pelos fãs ou por Patrick McGoohan. Em 1989, Oswald e Carraze lançaram The Prisoner na França, com uma versão traduzida aparecendo logo depois. A partir da década de 1990, vários outros livros sobre a série de TV e Patrick McGoohan foram produzidos. Os livros de Robert Fairclough - incluindo dois volumes de roteiros originais - são considerados alguns dos melhores livros disponíveis. Para o 40.º aniversário, Andrew Pixley escreveu um relato aprofundado da produção da série, que foi bem recebido. Há guias para locais de filmagem em Portmeirion e também uma biografia do cocriador George Markstein. Alguns membros da equipe de produção lançaram livros sobre o tempo em que trabalharam na série, incluindo Eric Mival e Ian Rakoff.

### Jogos
No início da década de 1980, a Edu-Ware produziu dois jogos de computador baseados na série para o computador Apple II. O primeiro, intitulado simplesmente The Prisoner, foi lançado em 1980, seguido por um remake, Prisoner 2, em 1982.
O popular sistema de jogos de RPG GURPS da Steve Jackson Games lançou um livro mundial para The Prisoner. Ele incluía mapas, sinopses de episódios, detalhes da Vila e de seus habitantes e muitos outros materiais. Por exemplo, ele tinha sugestões de cenários de jogos com a premissa reinterpretada para o espaço sideral, fantasia heróica, terror e até mesmo a inversão completa em algo semelhante a Hogan's Heroes.

### Histórias em quadrinhos
Em 1988, a DC Comics lançou Shattered Visage, a primeira parte de uma série de quatro partes de histórias em quadrinhos baseadas nos personagens da série de TV. Em 2018, a Titan Comics relançou Shattered Visage, além de lançar The Prisoner: The Uncertainty Machine, outra série de quadrinhos em quatro partes sobre outro espião que retorna à Vila. Embora o Número Seis de Patrick McGoohan seja retratado nas capas da série de 2018, o personagem não desempenha nenhum papel direto na história.

### Remake
Em 2009, o programa foi refeito como uma minissérie, também intitulada The Prisoner, que foi ao ar nos EUA pela AMC. A minissérie é estrelada por Jim Caviezel como o Número Seis e Ian McKellen como o Número Dois, e foi filmada em locações na Namíbia e na África do Sul. A nova série recebeu principalmente críticas desfavoráveis no Metacritic, com uma classificação de 45/100 por 21 críticos e 3,6/10 por 82 usuários em julho de 2018.

### Proposta de adaptação cinematográfica
Foi relatado que Christopher Nolan estava considerando desenvolver uma versão cinematográfica em 2009, mas depois desistiu do projeto. O produtor Barry Mendel disse que a decisão de continuar com o projeto dependia do sucesso da minissérie de televisão. Em 2016, Ridley Scott estava em negociações para dirigir a versão cinematográfica. Nolan foi novamente vinculado a uma possível adaptação cinematográfica em 2024.

### Áudio
Em 5 de janeiro de 2015, a Big Finish Productions, mais conhecida por sua longa série de dramas em áudio licenciados pela BBC baseados em Doctor Who, anunciou que estaria produzindo dramas em áudio licenciados baseados em The Prisoner, com o primeiro lançamento programado para 2016, e que Mark Elstob interpretaria o Número Seis. A primeira temporada, contendo reimaginações de três roteiros originais da série, "Arrival", "The Schizoid Man" e "The Chimes of Big Ben", e uma nova história, "Your Beautiful Village", escrita e dirigida por Nicholas Briggs, foi lançada em janeiro de 2016 e foi bem recebida. A primeira temporada também contou com John Standing, Celia Imrie, Ramon Tikaram e Michael Cochrane como Número Dois e Helen Goldwyn como A Voz da Vila/Controladora de Operações.
Uma segunda temporada foi lançada em agosto de 2017, composta por quatro histórias: "I Met a Man Today" (adaptada de "Many Happy Returns"), "Project Six" (adaptada de "A, B and C"), uma adaptação de "Hammer into Anvil" e a nova história "Living in Harmony" (não adaptada do episódio de TV com o mesmo título).
Uma terceira temporada foi lançada em novembro de 2019, composta por quatro histórias: Uma adaptação de "Free For All" e novas histórias "The Girl Who Was Death" (usando elementos da história, mas não diretamente adaptados, do episódio de TV com o mesmo título), "The Seltzman Connection" e "No One Will Know". (Os dois últimos usam elementos da história de "Do Not Forsake Me, O My Darling").
Esses dramas em áudio foram transmitidos pela BBC Radio 4 Extra como parte de sua programação The 7th Dimension.

## Prêmios e homenagens
- O episódio final, "Fall Out", recebeu uma indicação ao Prêmio Hugo de Melhor Apresentação Dramática em 1969.[63]
- Em 2002, a série ganhou o Prêmio Prometheus Hall of Fame.[64]
- Em 2004 e 2007, foi classificada em 7.º lugar na lista TV Guide's Top Cult Shows Ever.[65]
- Em 1997 e 2001, a TV Guide listou "Fall Out" como o 55.º maior episódio de TV de todos os tempos.[66][67]
- Em 2005, os leitores da revista SFX concederam à série o quinto lugar em uma pesquisa sobre programas de televisão britânicos de fantasia e ficção científica.[68]
- Uma pesquisa realizada em 2005 pela revista Uncut com as principais estrelas do rock e do cinema, classificando filmes, livros, músicas ou programas de TV que mudaram o mundo, colocou The Prisoner em 10.º lugar, o mais alto para um programa de TV.[69]
- Em 2013, a TV Guide classificou a série como o nono lugar na categoria de programas de ficção científica.[70]
- A banda de Heavy Metal IRON MAIDEN homenageou o seriado em seu álbum de 1982, THE NUMBER OF THE BEAST, com uma faixa homônima, incluindo uma fala do protagonista returado do episódio 2 da série.